# Bedřich Pacák

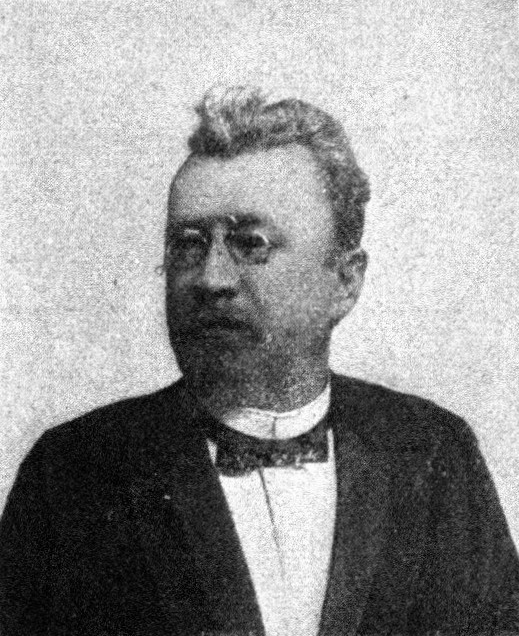
Bedřich Pacák

Bedřich Pacák (* 13. September 1846 in Bělohrad, Böhmen; † 24. Mai 1914 in Veltrusy) war ein tschechischer Anwalt und Politiker.
Der Sohn eines Justiziars besuchte die Schule in Ledeč nad Sázavou, das Gymnasium in Krems an der Donau und von 1861 bis 1865 das Höhere Gymnasium in Jindřichův Hradec. Nach der Matura 1865 studierte er Rechtswissenschaften an der Prager Universität. 1868 äußerte er während einer Studentensitzung in einem Prager Gasthaus „hochverräterische“ Gedanken. Nach einer Anzeige wurde er zu fünf Jahren Zuchthaus verurteilt. Die Strafe wurde vom Revisionsgericht auf zehn Jahre aufgestockt und schließlich vom höchsten Gericht wieder auf fünf Jahre herabgesetzt. Nach drei Jahren, die er gemeinsam mit Josef Barák und anderen jungen Rebellen verbrachte, wurde er am 7. Februar 1871 begnadigt. Anschließend promovierte er und war danach als Anwalt in Kutná Hora tätig. Daneben schrieb er Beiträge für die Národní listy.
In den 1890er Jahren schloss er sich der Jungtschechischen Partei (Mladočeská strana) an und war seit 1889 deren Abgeordneter im Böhmischen Landtag sowie seit 1891 im Reichsrat in Wien. Der gemäßigte Politiker war ein Anhänger des österreichischen Ministerpräsidenten Kasimir Felix Badeni, an dessen Sprachverordnung er mitwirkte. Nach Abdankung von Emanuel Engel übernahm er 1900 den Vorsitz der Jungtschechen. Als Minister ohne Geschäftsbereich gehörte er der Regierung von Max Wladimir von Beck an. Nach den Neuwahlen 1907 verlor er dieses Amt.